# Khulo
Khulo (in georgiano ხულო?) è un comune della Georgia, situato nella regione dell'Agiaria.